# Иодорезинифератоксин
Иодорезинифератоксин (I-RTX) является сильным конкурентным антагонистом временного рецепторного потенциального ваниллоидного 1 (TRPV1) рецептора. I-RTX является производным резинифератоксина (RTX).

## Этимология
I-RTX представляет собой йодированную форму резинифератоксина, которая продуцируется марокканским суккулентом Euphorbia RESINIFERA. I-RTX йодирован в 5-м положении и поэтому также называется 5-йодрезинифератоксином.

## Получение
I-RTX можно получить из RTX посредством электрофильного ароматического замещения. Иодид занимает 5-ю позицию.

## Свойства
Иодирование RTX в 5-м положении превращает токсин из агониста рецептора TRPV1 в антагонист рецептора TRPV1, лишь немного ниже сродство к TRPV1, чем к RTX.
Как RTX, I-RTX принадлежит к семейству молекул.
Вещество растворимо в ДМСО и в этанол.
Связывание I-RTX зависит от температуры и значения pH , как было показано в исследовании с клетками HEK 293 , экспрессирующими TRPV1. Оптимальное значение pH составляет от 7,8 до 8,0, и связывание заметно увеличивается при повышении температуры до 37 ° C, а затем снижается при более высоких температурах.

## Target
Первоначально считалось, что иодрезинифератоксин является конкурентным антагонистом. рецептора TRPV1 с высоким сродством (Kd = 4,3 ± 0,9 нМ к HEK 293 / VR1 и Kd = 4,2 ± 1,0 нМ к мембранам спинного мозга крыс), но недавние исследования также показали частичные временные агонистические характеристики в системе терморегуляции у мышей, особенно в более высоких концентрациях от 1 до 30 мкМ.
Рецептор TRPV1 кодирует белок из 838 аминокислот, образующий кальций -проницаемый канал, который активируется капсаицином, но также ядовитым теплом и низким внеклеточным pH. Рецепторы TRPV1 экспрессируются во многих системах центральной и периферической нервной системы и играют особенно важную роль в передаче сигналов в афферентных болевых путях.

## Механизм действия
Предлагаемый молекулярный механизм действия антагонистов TRPV1 заключается в блокировании пор канала. Несколько исследований с использованием капсаицина, значения pH < 6 or heat as the agonist have shown that I-RTX works as a strong competitive TRPV1 antagonist in vitro.
Недавние исследования также выявили частичные эффекты I-RTX, подобные агонистам TRPV1, на систему терморегуляции у мышей, увеличивая внутриклеточные концентрации Ca2 + . Он также оказывает слабый частичный агонизм в отношении рекомбинантного TRPV1 in vitro. Этот агонистический эффект может быть связан с метаболизацией, в результате чего I-RTX будет деиодинирован, превращая его в RTX с соответствующими характеристиками. In vivo I-RTX показал анальгетическую активность в тесте на капсаициновую боль. Таким образом, I-RTX способен блокировать опосредованные TRPV1 ноцицептивные и нейрогенные воспалительные реакции .

## Токсичность
У мышей I-RTX индуцирует дозозависимые гипотермия in vivo. Сообщалось о статистически значимой разнице при дозах>0,1 мкмоль / кг. Максимальный эффект был обнаружен при дозе 1 мкмоль / кг через 60-100 минут после введения. В этом исследовании не сообщалось о летальности.

## Терапевтическое использование
Было проведено клиническое исследование использования I-RTX в качестве анальгетика, хотя было упомянуто несколько недостатков: сложная химическая структура, высокая стоимость производства и относительно неблагоприятные фармакокинетические характеристики.